# Wappen Tolimas

Wappen Tolimas

Das Wappen Tolimas wurde am 7. Dezember 1815 geschaffen. Es ist das Hauptwappen und das offizielle Symbol des kolumbianischen Departements Tolima. Es wurde per Gesetz am 7. Dezember 1815 von der Provinz Mariquita genehmigt und von José Leon Armero sanktioniert. 1861 wurde durch ein Dekret vom 12. April 1861 ein neuer Schild eingeführt. 1886 verschwand der souveräne Staat Tolima als Departement von Tolima und nahm den Schild der Provinz Mariquita wieder an.